# 1398
Évszázadok: 13. század – 14. század – 15. század
Évtizedek: 1340-es évek – 1350-es évek – 1360-as évek – 1370-es évek – 1380-as évek – 1390-es évek – 1400-as évek – 1410-es évek – 1420-as évek – 1430-as évek – 1440-es évek
Évek: 1393 – 1394 – 1395 – 1396 –  1397 – 1398 – 1399 – 1400 – 1401 – 1402 – 1403

## Események
- február után – Gruba Ilona bosnyák királynőt elmozdítják Bosznia éléről, utóda a férjének az unokaöccse, Ostoja István lesz.
- április 13. – I. (Ifjú) Márton szicíliai királyt, I. Mária szicíliai királynő férjét Palermóban a Szűz Mária Mennybemenetele Székesegyházban királlyá koronázták.
- Timur Lenk elfoglalja Indiát az Industól a Gangesz torkolatáig.
- Luxemburgi Zsigmond hadat gyűjt a török ellen, a várt török támadás azonban elmarad.
- Az Elba-Luebeck csatorna építése.
- A Német Lovagrend elfoglalja Gotland szigetét.
- szeptember 9. – I. Jakab ciprusi király halála után a fia, I. Janus lesz Ciprus királya.

## Születések
- június 29. – II. János aragón, navarrai és szicíliai király (†1479)
- november 17. – Aragóniai Péter szicíliai királyi herceg és trónörökös, I. Mária szicíliai királynő, valamint Ifjú Márton aragón infáns és szicíliai király fia (†1400)

## Halálozások
- Hung-vu a Ming-dinasztia alapítója Kínában.
- Jeong Dojeon koreai konfuciánus filozófus.
- szeptember 9. – I. Jakab ciprusi király (* 1334).